# گروه بی‌جی

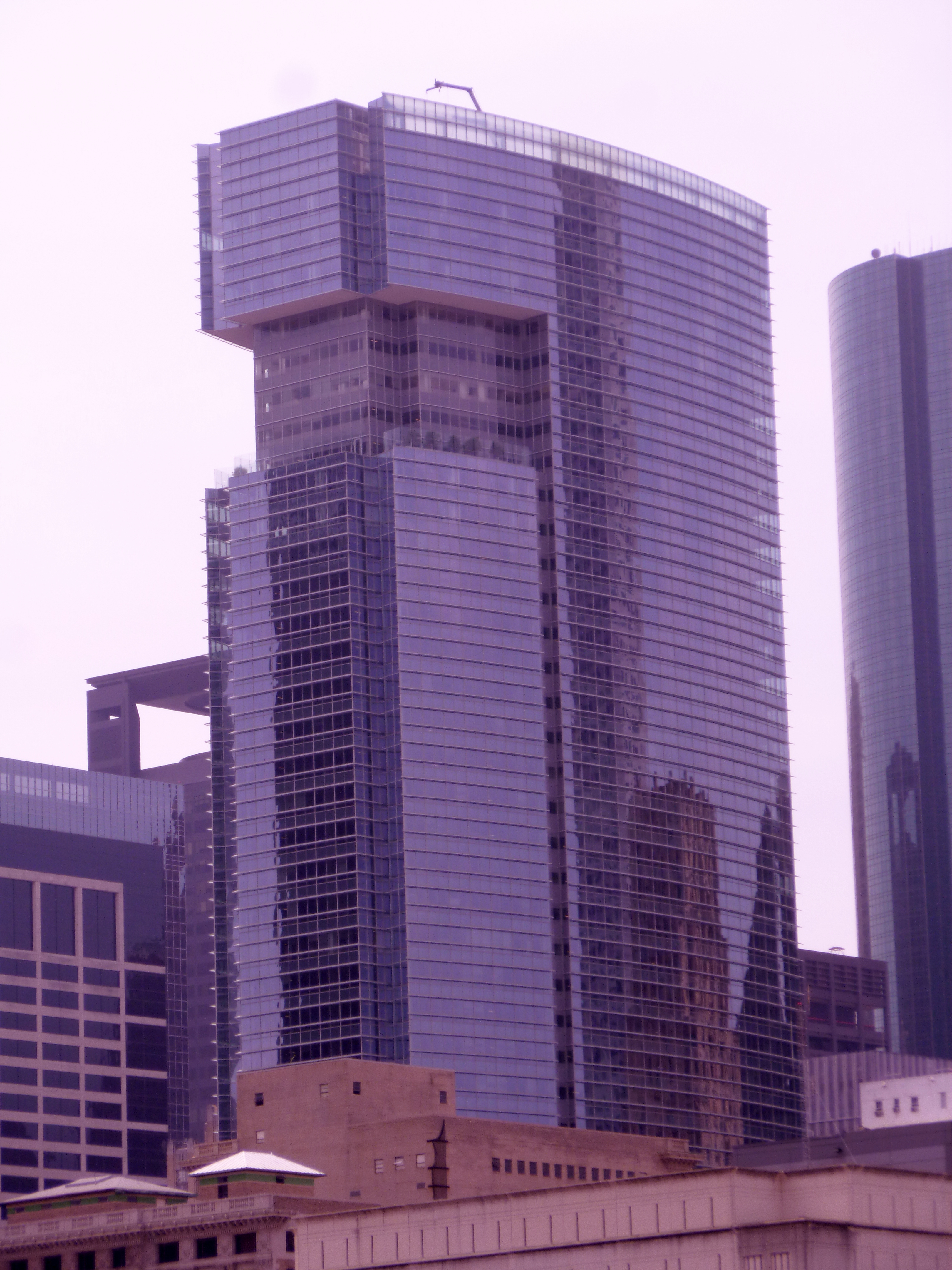
ساختمان مرکزی گروه بی‌جی در هیوستون، ایالات متحده

گروه بی‌جی (به انگلیسی: BG Group) شرکت نفت و گاز بریتانیایی و چندملیتی است، که دفتر مرکزی آن، در شهر ردینگ، انگلستان قرار دارد. این شرکت در ۲۵ کشور در آسیا، اروپا، آفریقا، آمریکای شمالی و جنوبی دارای عملیات است و به‌طور متوسط روزانه معادل ۶۸۰٫۰۰۰ بشکه نفت خام تولید می‌کند. گروه بی‌جی همچنین در زمینه تولید و فروش گاز طبیعی و گاز مایع (ال‌ان‌جی) فعالیت گسترده‌ای دارد و در حال حاضر، بزرگترین تولیدکننده ال‌ان‌جی در ایالات متحده آمریکا، محسوب می‌شود. بخشی از سهام گروه بی‌جی در بازار بورس لندن مبادله می‌شود، همچنین یکی از اعضای اف‌تی‌اس‌ای۱۰۰ به‌شمار می‌آید. در تاریخ ۶ ژوئیه ۲۰۱۲ با ارزش بازار سهام ۴۴٫۹ میلیارد پوند، در رتبه ۷ از بزرگترین شرکت‌های فعال در بورس لندن شناخته شد.

## تاریخچه
شرکت بی‌جی در سال ۱۹۹۷ تأسیس شد. زمانی که شرکت گاز بریتانیا یا بریتیش گس به کمپانی سنتریکا واگذار گردید. در ابتدا بنام بی‌جی پی‌ال‌سی (BG plc) نام‌گذاری شد، که حرف بی(B) از ابتدای بریتیش (British) و جی (G) نیز از ابتدای گس (Gas) مشتق شده، که در سال ۱۹۹۹ به عنوان گروه بی‌جی پی‌ال‌سی سازماندهی شد.

## از ۲۰۰۰ تا حال‌حاضر
در تاریخ ۲۳ اکتبر ۲۰۰۰ گروه بی‌جی پی‌ال‌سی، به دو گروه؛ گروه بی‌جی و لاتیس گروپ تفکیک شد. لاتیس گروپ مالک شرکت‌های ترانسکو (که حمل‌ونقل گاز طبیعی را در بریتانیا برعهده داشت) و شرکت ادونتیکا (امور مهندسی و مشاوره گاز طبیعی) شد. همچنین دارایی‌های بخش حمل و نقل نیز به این کمپانی واگذار گردید. گروه بی‌جی نیز، مالکیت بقیه شرکت‌های نفت و گاز را بر عهده گرفت. سال ۲۰۰۲ لاتیس گروپ، با نشنال گرید کمپانی ادغام شد و نشنال گرید ترانسکو نام گرفت، که در نهایت، در سال ۲۰۰۵ به نشنال گرید تغییر نام داد.
در سال ۲۰۰۸ گروه بی‌جی درآمدی معادل ۱۳٫۱ $ میلیارد دلار کسب کرد. در همین سال، در رایزنی با مدیران اوریجین انرژی؛ که بزرگترین کمپانی گازی در استرالیا می‌باشد، برای خرید این کمپانی، ناموفق ماند و در نهایت کمپانی آمریکایی کونوکو فیلیپس با مبلغ ۹٫۱ $ میلیارد دلار این شرکت گازی را بدست آورد. انتهای سال ۲۰۰۸ میلادی، شرکت بی‌جی با مبلغ ۳٫۴ $ میلیارد دلار، شرکت گاز کوئینزلند (کوئینزلند گس کمپانی) را خریداری نمود و آن را برای کار در بازار گاز طبیعی و گاز مایع در آسیا فراهم نمود. در ماه اکتبر سال ۲۰۱۱ گروه بی‌جی قراردادی معادل ۸ $ میلیارد دلار، با شرکت چنیئر انرژی، برای صادرات گاز طبیعی از ایالات متحده آمریکا، به امضا رساند.

## فعالیت‌ها
کسب و کار اصلی کمپانی گروه بی‌جی، اکتشاف و استخراج گاز طبیعی، گاز مایع و به میزان کمتر، نفت می‌باشد. همچنین دارای خطوط لوله گاز طبیعی در سراسر بریتانیا بوده و در برخی از پروژه‌های تولید برق نیز مشارکت نموده‌است.
فعالیت‌های این کمپانی در سراسر جهان گسترده بوده و تنها بخش کوچکی از کسب و کار گروه بی‌جی در بریتانیا قرار دارد.
گروه شرکت‌های چندملیتی این کمپانی، در ۲۷ کشور جهان گسترده می‌باشد. حوزه‌های کلیدی فعالیت این شرکت، عبارتند از:
- استرالیا: از طریق شرکت تابعه؛ شرکت گاز کوئینزلند.
- برزیل: میدان نفتی توپی، میدان نفتی ایارا، میدان نفتی گوارا و میدان نفتی ایراسما در حوضه سانتوس.
- مصر: میدان گازی روزتا، میدان گازی وست دلتا، صادرات ال‌ان‌جی.
- هند: فعالیت در میدان نفتی پانا-موکتا، میدان نفتی تاپتی، از طریق شرکت‌های تابعه؛ شرکت گاز گجرات و شرکت گاز ماهاناجر (توزیع گاز طبیعی در هند).
- قزاقستان: میدان گازی کاراچاجانک.
- نروژ: مجوز اکتشاف نفت خام و گاز طبیعی؛ با اکتشاف میدان‌ها و مخازن نفت و گاز متعدد.
- تایلند: میدان گازی بونگکوت.
- ترینیداد و توباگو: میدان گازی دلفین، صادرات ال‌ان‌جی.
- تونس: میدان گازی میسکار.
- بریتانیا: میدان‌ها نفتی و گازی متعدد، مانند: میدان گازی آرمادا، میدان گازی اورست، همچنین میدان نفتی بلیک، ترمینال صادرات ال‌ان‌جی دراگون.
- ایالات متحده آمریکا: صادرات ال‌ان‌جی، گاز شیل، عملیات سرمایه‌گذاری مشترک، در سازند هاینسویل و سازند مارسلوس.